# Трэвис, Ричард
Ричард Трэвис (англ. Richard Travis), имя при рождении Уильям Бентон Джастис (англ.  William Benton Justice ; 17 апреля 1913 — 11 июля 1989) — американский актёр кино и телевидения 1940—1960-х годов.
За время своей карьеры Трэвис сыграл в таких престижных фильмах, как «Человек, который пришёл к обеду» (1942), «Крутой парень» (1942), «И одного слишком много» (1950), «Девушка в розовом платье» (1955) и «Принц актёров» (1955). Однако большую часть карьеры Трэвис играл главные роли в малобюджетных фильмах категории В, среди которых «Почтальон не звонил» (1942), «Автобусы ревут» (1942), «Ответный удар» (1947), «Драгоценности из Бранденбурга» (1947), «Патруль на Аляске» (1949), «Ревущий город» (1951) и «Проход на Запад» (1951).
В 1957 году Трэвис играл главную роль в криминальном сериале «Код 3», а в 1959—1960 годах — одну из главных ролей в криминальном сериале «Большое жюри».

## Ранние годы и начало карьеры
Ричард Трэвис родился 17 апреля 1913 года в Карлсбаде, Нью-Мексико, США, его имя при рождении Уильям Бентон Джастис. Он вырос в Парагулде, Арканзас, где его отец управлял мраморной мастерской. Свою карьеру Трэвис начинал как ведущий на радио.
ПЕрвоначально он сменил своё на сценический псевдоним Уильям Грэвис, а затем окончательно остановился на Ричарде Трэвисе.

## Карьера в кинематографе
Трэвис начал сниматься в кино в 1940 году, сыграв эпизодические роли метрдотеля ночного клуба в приключенческом боевике «Зелёный Шершень наносит ответный удар» (1940) и констебля в приключенческом семейном экшне «Хозяин царства гор (Король Королевской конной полиции)» (1940).
В 1941 году Трэвис сыграл в пяти фильмах, среди которых военная драма с Эрролом Флинном «Пикирующий бомбардировщик» (1941), где ему досталась небольшая роль командира, а также романтическая комедия с Джеймсом Кэгни и Бетт Дейвис «Невеста наложенным платежом» (1941), где он снялся в эпизодической роли авиадиспетчера.
Как отмечает историк кино Гэри Брамбург, «своё самое сильное впечатление Трэвис произвел в эксцентрической комедии „Человек, который пришёл к обеду“ (1942)». В этой картине он сыграл одну из главных ролей газетчика из небольшого городка на Среднем Западе, в которого влюбляется Мэгги Катлер (Бетт Дейвис) ассистентка популярного радиоведущего из Нью-Йорка Шеридана Уайтсайда (Монти Вули), приехавшая в городок вместе со своим боссом. В 1942—1943 годах Трэвис получил ещё несколько важных ролей в фильмах категории А на студии Warner Bros. В частности, в фильме нуар «Крутой парень» (1942) Трэвис сыграл несчастного торговца автомобилями Джорджа Андерсона, который после сговора с матёрым преступником Дюком (Хамфри Богарт) оказывается в тюрьме за лжесвидетельство, а затем когда Дюк бежит из тюрьмы, Джорджа обвиняют не только в попытке побега, но и в соучастии в убийстве тюремного надзирателя. Лишь предсмертные показания Дюка снимают с Джорджа ответственность за эти преступления. После выхода картины кинокритик «Нью-Йорк Таймс» Босли Краузер похвалил «молодого Трэвиса», назвав его игру «вполне адекватной».
В том же году Трэвис получил главные роли в трёх картинах категории В. Так, в криминальной мелодраме «Избежать преступления» (1942) он сыграл бывшего заключённого, который становится новостным фотографом, однако не может освободиться от своего криминального прошлого до тех пор, пока не помогает полиции схватить свою прежнюю банду. В военной мелодраме «Автобусы ревут» (1942), где его партнёршей была Джули Бишоп, Трэвис сыграл армейского сержанта, который предотвращает организованный диверсантами взрыв автобуса на нефтяных полях. Свою третью главную роль года Трэвис сыграл в романтической комедии «Почтальон не звонил» (1942), представ в образе молодого фермера, который с опозданием на 60 лет получает письмо, согласно которому он становится наследником крупного состояния.
В 1943 году у Трэвиса были главные роли в двух фильмах категории В. В шпионском экшне «Шпионский поезд» (1943) он сыграл военного корреспондента, который разоблачает и уничтожает нескольких нацистских агентов, готовивших взрыв бомбы на вокзале и похищение секретных документов. В том же году вышла социальная драма «Разрушители грузовиков» (1943), где Трэвис был водителем частного грузовика, который начинает борьбу с монополией крупных транспортных компаний. Трэвис также сыграл значимую роль в военной картине категории А «Миссия в Москву»(1943) с Уолтером Хьюстоном в главной роли американского посла, пребывающего на работу в Советский Союз в 1941 году. Наконец, в 1944 году Трэвис сыграл главную роль в криминальной мелодраме «Последняя поездка» (1944), представ в образе детектива, лейтенанта полиции, который ведут борьбу с бандой военных спекулянтов, торгующих изношенными автомобильными шинами.
Во время Второй мировой войны Трэвис пошёл служить в ВВС, где под именем «рядовой Уильям Джастис» играл в военном бродвейском спектакле «Крылатая победа» (1943—1944). В 1944 году он также сыграл в одноимённом фильме роль офицера, председательствующего на выпускном вечере в лётной школе.
В 1947 году Трэвис вернулся к работе в кино, сыграв в течение года в трёх фильмах. В фильме нуар «Ответный удар» (1947) он сыграл процветающего прокурора, влюблённого в главную героиню, который становится одним из подозреваемых в убийстве её мужа, известного адвоката, после чего вынужден подать в отставку. В фильме нуар «Большой город после заката» (1947) Трэвис сыграл криминального владельца ночного клуба, который ведёт борьбу с честными журналистами за сохранение своего нелегального игрального бизнеса. Третьей картиной Трэвиса стал детектив «Драгоценности из Бранденбурга» (1947), в котором он сыграл американского правительственного агента в Лондоне, который внедряется в неонацистскую организацию с целью предотвратить использование украденных драгоценностей на финансирование неонацистского движения.
Год спустя Трэвис сыграл без указания в титрах роль репортёра в биографическом спортивном фильме «История Бейба Рута» (1948) с Уильямом Бендиксом в заглавной роли. Он также сыграл крупные роли в трёх фильмах категории В, в частности был главарём банды в фильме нуар «Порт в полночь» (1948), страховым следователем — в криминальной мелодраме «Из шторма» (1948), а также управляющим региональной транспортной компанией — в мелодраме «Поделиться скоростью» (1948).
В 1949—1950 годах Warners продолжал давать Трэвису главные роли в второразрядных фильмах категории В, среди которых шпионский экшн «Небесный лайнер» (1949), где он был агентом ФБР, и шпионский боевик «Патруль на Аляске» (1949), где в роли офицера Военно-морской разведки он уничтожает вражескую шпионскую сеть. Трэвис был детективом в криминальной комедии с Доном Каслом «Моторизованный патруль» (1950) и сыграл жениха одной из жертв мошенничества, который разоблачает преступников, в мелодраме с Дороти Патрик «Бандиты с одинокими сердцами» (1950), а также мужа спивающейся знаменитой концертной пианистки (Рут Уоррик) в драме «И одного слишком много» (1950).
Через год Трэвис снялся в роли инспектора полиции Бругера в трёх криминальных мелодрамах «Ревущий город» (1951), «Зона опасности» (1951) и «Пирс 23» (1951), с Хью Бомонтом в главной роли частного детектива Денниса О’Брайена. Трэвис также сыграл эксперта-криминалиста, который раскрывает дело об убийстве, в криминальной мелодраме «Опечатки пальцев не врут» (1951), и роль второго плана в вестерне с Джоном Пейном «Проход на Запад» (1951).
Как отмечает Хэл Эриксон, «как и многие звёзды 1940-х годов, Трэвис был обречён на низкосортные фильмы ужасов в 1950-е годы», такие как «Плато потерянных женщин» (1953) и «Ракета на Луну» (1955). Он также сыграл небольшую роль знаменитого художника-иллюстратора Чарльза Даны Гибсона в биографической музыкальной ленте «Девушка в розовом платье» (1955) с Рэем Милландом и Джоан Коллинз в главных ролях, а также небольшую роль полковника, который ловит убийцу президента Линкольна, актёра Эдвина Бута (Ричард Бертон), в биографической мелодраме «Принц актёров» (1955). В фильме нуар «Город теней» (1955) Трэвис сыграл агента полиции под прикрытием, который внедряется в банду, занимающуюся незаконной охранной деятельностью.
Свою последнюю роль генерала Трэвис сыграл в фантастическом фильме с Майклом Ренни «Киборг 2087» (1966).

## Карьера на телевидении
В период с 1951 по 1965 год Трвэис сыграл в 109 эпизодах 31 различного телесериала, среди которых «Отряд по борьбе с рэкетом» (1951), «Хопалонг Кэссиди» (1952), «Ковбои на правительственной службе» (1952—1953, 6 эпизодов), «Письмо к Лоретте» (1953), «Порт» (1954, 7 эпизодов), где у него была постоянная роль лейтенанта Уолша, «Опознание» (1954), «Приключения Сокола»(1954), «Одинокий рейнджер» (1954—1955, 3 эпизода), «Жизнь и житие Уайатта Эрпа» (1955, 4 эпизода), где у него была постоянная роль судьи, «Истории Уэллс-Фарго» (1958), «Симаррон-Сити» (1959), «Миллионер» (1959), «Техасец» (1959—1960), «Лесси» (1960—1965, 3 эпизода), «Триллер» (1961) и «Легенда о Джесси Джеймсе» (1965).
В 1957 году в течение одного сезона Трэвис играл главную роль помощника шерифа Роджера Барнетта в криминальной теледраме «Код 3» (1957, 39 эпизодов). Этот сериал, который принёс Трэвису непродолжительную общенациональную известность, продолжали показывать по телевидению до середины 1960-х годов.
В 1959—1960 годах Трэвис играл постоянную роль в криминальном судебном телесериале «Большое жюри» (1959—1960, 19 эпизодов).

## Актёрское амплуа и оценка творчества
Трэвис был атлетически сложенным блондином высокого роста (188 см). Несмотря на свою внешнюю привлекательность, ему не хватило звёздной харизмы, чтобы добиться существенного успеха как актёр. В результате его карьера состояла главным образом из главных ролей в криминальных и военных фильмах, а также в вестернах категории В.

## Деятельность после ухода из шоу-бизнеса
Завершив актёрскую карьеру, Трэвис вернул себе своё изначальное имя Уильям Джастис. Под этим именем он стал успешным предпринимателем в сфере недвижимости в Южной Калифорнии.

## Смерть
Ричард Трэвис умер 11 июля 1989 года в своём доме в Пасифик-Палисейдс, Калифорния, США, в возрасте 76 лет.

## Фильмография
| Год        |     | Русское название                      | Оригинальное название             | Роль                                                                                    |
| ---------- | --- | ------------------------------------- | --------------------------------- | --------------------------------------------------------------------------------------- |
| 1940       | ф   | Зелёный Шершень наносит ответный удар | The Green Hornet Strikes Again!   | метрдотель в ночном клубе (в титрах не указан)                                          |
| 1940       | ф   | Хозяин царства гор                    | King of the Royal Mounted         | констебль Хэллетт (в титрах не указан)                                                  |
| 1941       | ф   | А вот и кавалерия                     | Here Comes the Cavalry            | Йиппи Джонс (в титрах указан как Уильям Джастис)                                        |
| 1941       | кор | Танки на подходе                      | The Tanks Are Coming              | Пит (в титрах указан как Уильям Джастис)                                                |
| 1941       | кор | Запад Скалистых гор                   | West of the Rockies               |                                                                                         |
| 1941       | ф   | Невеста наложенным платежом           | The Bride Came C.O.D.             | авиадиспетчер (в титрах не указан)                                                      |
| 1941       | ф   | Пикирующий бомбардировщик             | Dive Bomber                       | командир (в титрах не указан)                                                           |
| 1941       | ф   | Международная эскадрилья              | International Squadron            | радиооператор (в титрах не указан)                                                      |
| 1941       | ф   | Военно-морской блюз                   | Navy Blues                        | Текс (в титрах не указан)                                                               |
| 1941       | ф   | Всадники Долины смерти                | Riders of Death Valley            | Джо Миллер (в титрах не указан)                                                         |
| 1942       | ф   | Человек, который пришёл к обеду       | The Man Who Came to Dinner        | Берт Джефферсон                                                                         |
| 1942       | ф   | Крутой парень                         | The Big Shot                      | Джордж Андерсон                                                                         |
| 1942       | ф   | Автобусы ревут                        | Busses Roar                       | сержант Райан                                                                           |
| 1942       | ф   | Избежать преступления                 | Escape from Crime                 | Ред О’Хара                                                                              |
| 1942       | ф   | Почтальон не звонил                   | The Postman Didn't Ring           | Дэниел Картер                                                                           |
| 1943       | ф   | Миссия в Москву                       | Mission to Moscow                 | Пол                                                                                     |
| 1943       | ф   | Шпионский поезд                       | Spy Train                         | Брюс Грант                                                                              |
| 1943       | ф   | Разрушители грузовиков                | Truck Busters                     | Кейси Дорган                                                                            |
| 1943       | ф   | Действуйте и докладывайте             | Proceed and Report                | прапорщик Мерфи (в титрах не указан)                                                    |
| 1943       | кор | Сражающиеся инженеры                  | The Fighting Engineers            |                                                                                         |
| 1944       | ф   | Последняя поездка                     | The Last Ride                     | детектив, лейтенант Пэт Харриган                                                        |
| 1944       | ф   | Крылатая победа                       | Winged Victory                    | офицер, председательствующий на выпускном мероприятии лётной шуолы (в титрах не указан) |
| 1947       | ф   | Ответный удар                         | Backlash                          | Ричард Конрой                                                                           |
| 1947       | ф   | Большой город после заката            | Big Town After Dark               | Чак Ляру                                                                                |
| 1947       | ф   | Драгоценности из Бранденбурга         | Jewels of Brandenburg             | Джонни Виккерс                                                                          |
| 1948       | ф   | Из шторма                             | Out of the Storm                  | Р. Джей. Рэмзи                                                                          |
| 1948       | ф   | Сэкономить на скорости                | Speed to Spare                    | Джерри Макги                                                                            |
| 1948       | ф   | Порт в полночь                        | Waterfront at Midnight            | »Сокс» Барстоу                                                                          |
| 1948       | ф   | История Бейба Рута                    | The Babe Ruth Story               | репортёр (в титрах не указан)                                                           |
| 1949       | ф   | Патруль на Аляске                     | Alaska Patrol                     | Том Норман / Рэттик                                                                     |
| 1949       | ф   | Небесный лайнер                       | Sky Liner                         | агент ФБР Стив Блэр                                                                     |
| 1949       | с   | Время вашего сеанса                   | Your Show Time                    | (1 эпизод)                                                                              |
| 1950       | ф   | Бандиты одиноких сердец               | Lonely Heart Bandits              | Аарон Хант                                                                              |
| 1950       | ф   | Моторизированный патруль              | Motor Patrol                      | детектив Билл Хартли                                                                    |
| 1950       | ф   | И одного слишком много                | One Too Many                      | Боб Мейсон                                                                              |
| 1950       | ф   | Операция «Подъём сена»                | Operation Haylift                 | »Мэкс» Максвелл                                                                         |
| 1951       | ф   | Опасная зона                          | Danger Zone                       | лейтенант полиции Бругер                                                                |
| 1951       | ф   | Отпечатки пальцев не врут             | Fingerprints Don't Lie            | Джеймс Стовер                                                                           |
| 1951       | ф   | Маска дракона                         | Mask of the Dragon                | Фил Рэмзи                                                                               |
| 1951       | ф   | Проход на Запад                       | Passage West                      | Бен Джонсон                                                                             |
| 1951       | ф   | Пирс 23                               | Pier 23                           | инспектор полиции, лейтенант Бругер                                                     |
| 1951       | ф   | Ревущий город                         | Roaring City                      | инспектор Бругер                                                                        |
| 1951       | с   | Отряд                                 | Racket Squad                      | Иван Дэвис (1 эпизод)                                                                   |
| 1952       | с   | Хопалонг Кэссиди                      | Hopalong Cassidy                  | Рэнс Барлоу (1 эпизод)                                                                  |
| 1952       | с   | Шоу Джина Отри                        | The Gene Autry Show               | разные роли (2 эпизода)                                                                 |
| 1952— 1953 | с   | Ковбои на правительственной службе    | Cowboy G-Men                      | разные роли (6 эпизодов)                                                                |
| 1953       | ф   | Плато потерянных женщин               | Mesa of Lost Women                | Дэн Малкэхи                                                                             |
| 1953       | с   | Письмо к Лоретте                      | Letter to Loretta                 | Стэн Тэлбот (1 эпизод)                                                                  |
| 1953—1954  | с   | Театр звезд «Шлитца»                  | Schlitz Playhouse of Stars        | разные роли (2 эпизода)                                                                 |
| 1954       | с   | Приключения Сокола                    | Adventures of the Falcon          | Эд Прайс (1 эпизод)                                                                     |
| 1954       | с   | Люди казначейства в действии          | Treasury Men in Action            | агент Митчелл (1 эпизод)                                                                |
| 1954       | с   | Порт                                  | Waterfront                        | разные роли (7 эпизодов)                                                                |
| 1954       | с   | Опознание                             | The Lineup                        | Эдвард Паттерсон (1 эпизод)                                                             |
| 1954       | с   | Общественный защитник                 | Public Defender                   | разные роли (2 эпизода)                                                                 |
| 1954       | с   | Истории века                          | Stories of the Century            | разные роли (2 эпизода)                                                                 |
| 1954       | с   | Театр «Пепси-колы»                    | The Pepsi-Cola Playhouse          | разные роли (2 эпизода)                                                                 |
| 1954—1955  | с   | Одинокий рейнджер                     | The Lone Ranger                   | разные роли (3 эпизода)                                                                 |
| 1955       | ф   | Город теней                           | City of Shadows                   | Фил Джергинс                                                                            |
| 1955       | ф   | История из Аннаполиса                 | An Annapolis Story                | коммандер Уилсон (в титрах не указан)                                                   |
| 1955       | ф   | Девушка в розовом платье              | The Girl in the Red Velvet Swing  | Чарльз Дэна Гибсон (в титрах не указан)                                                 |
| 1955       | ф   | Оружие, которое завоевало Запад       | The Gun That Won the West         | Лэнг, демонстратор ружья (в титрах не указан)                                           |
| 1955       | ф   | Принц игроков                         | Prince of Players                 | полковник, который ловит Бута (в титрах не указан)                                      |
| 1955       | с   | Ярость                                | Fury                              | Боб Форд (1 эпизод)                                                                     |
| 1955       | с   | Жизнь и житие Уайатта Эрпа            | The Life and Legend of Wyatt Earp | судья Эд Миллер (4 эпизода)                                                             |
| 1956       | ф   | Белокурая наживка                     | Blonde Bait                       | Кент Фостер                                                                             |
| 1956       | ф   | Женщины без мужчин                    | Women Without Men                 | Кент Фостер (американская версия, в титрах не указан)                                   |
| 1956       | с   | Зал звёзд «Шеврон»                    | Chevron Hall of Stars             | Джим (1 эпизод)                                                                         |
| 1957       | с   | Официальный детектив                  | Official Detective                | Робертсон (1 эпизод)                                                                    |
| 1957       | с   | Кол 3                                 | Code 3                            | помощник шерифа Роджер Барнетт (39 эпизодов)                                            |
| 1957       | с   | Паника!                               | Panic!                            | (1 эпизод)                                                                              |
| 1958       | ф   | Ракета на Луну                        | Missile to the Moon               | Стив Дейтон                                                                             |
| 1958       | с   | Приграничный доктор                   | Frontier Doctor                   | шериф Пэт Гарретт (1 эпизод)                                                            |
| 1958       | с   | Истории Уэллс-Фарго                   | Tales of Wells Fargo              | Фрэнк Вудсон (1 эпизод)                                                                 |
| 1959       | с   | Люди в космосе                        | Men Into Space                    | профессор Грейсон (1 эпизод)                                                            |
| 1959       | с   | Миллионер                             | The Millionaire                   | Дэвид Хантер (1 эпизод)                                                                 |
| 1959—1960  | с   | Техасец                               | The Texan                         | разные роли (2 эпизода)                                                                 |
| 1959 —1960 | с   | Большое жюри                          | Grand Jury                        | Билл Томпсон (16 эпизодов)                                                              |
| 1959       | с   | Город Симаррон                        | Cimarron City                     | Пол Эрскин (1 эпизод)                                                                   |
| 1960—1965  | с   | Лесси                                 | Lassie                            | разные роли (3 эпизода)                                                                 |
| 1961       | с   | Триллер                               | Thriller                          | мистер Картер (1 эпизод)                                                                |
| 1965       | с   | Легенда о Джесси Джеймсе              | The Legend of Jesse James         | Эл Хойт (1 эпизод)                                                                      |
| 1966       | ф   | Киборг 2087                           | Cyborg 2087                       | генерал                                                                                 |